# Стельмах, Валерия Дмитриевна
Вале́рия Дми́триевна Сте́льмах (12 марта 1935 — 27 августа 2023) — советский и российский библиотечный работник, библиотековед, социолог. Кандидат педагогических наук, Заслуженный работник культуры РСФСР (1975).

## Биография
Окончила Библиотечный институт (в настоящее время — Московский государственный университет культуры и искусств). В 1960-х — 1980-х гг. руководила сектором книги и чтения научно-исследовательского отдела библиотековедения и библиографии Государственной библиотеки СССР им. В. И. Ленина. В 1974 году защитила кандидатскую диссертацию «Литературно-художественные интересы читателей и особенности их исследования: по материалам социально-психологического исследования „Книга и чтение в жизни небольших городов“». На протяжении нескольких десятилетий — активный участник большинства всесоюзных (российских) и международных конференций по проблемам чтения и библиотечного дела, мероприятий IFLA. Под её редакцией и с её участием вышел ряд составленных ею сборников научных работ по социологии чтения и библиотечной работы: Социология и психология чтения (1979), Книга и чтение в зеркале социологии (1990), Библиотека и чтение: Проблемы и исследования (1995), Библиотека и чтение в ситуации культурных изменений (1998), Читающий мир и мир чтения (2003), Чтение: проблемы поддержки и развития (2004), Как создаются читающие нации (2006,).
Была ведущим научным сотрудником Российской государственной библиотеки, главным консультантом некоммерческого фонда «Пушкинская библиотека», где координировала программу «Чтение». Входит в жюри Всероссийской книжной премии «Чеховский дар». Помимо библиотечной и книговедческой прессы, публиковалась в Литературной газете, газете Первое сентября, журналах Литературное обозрение, Октябрь, Новое литературное обозрение, Знамя, Вестник общественного мнения и др.
Скончалась 27 августа 2023 года на 89-м году жизни.

## Сектор книги и чтения
За 1960—1980-е годы сектор книги и чтения ГБЛ стал признанным центром социологических исследований чтения и читательских интересов в стране, местом формирования самой социологии литературы и чтения, а деятельность его сотрудников — фактором становления этой научной дисциплины, разработки соответствующих исследовательских подходов и практик. Под научным руководством и при деятельном участии В. Д. Стельмах сектором были осуществлены первые в СССР крупные социологические исследования читательских интересов, социального бытования печати Советский читатель (опубл. 1968), Книга и чтение в жизни небольших городов (опубл. 1973), Книга и чтение в жизни советского села (опубл. 1978), Динамика чтения и читательского спроса в массовых библиотеках (1975—1985), Советский читатель-рабочий (1980—1982), исследования читательских интересов детей и юношества, задавшие образец эмпирической работы в данной сфере.
В секторе, среди других, в эти годы работали М. Д. Афанасьев, Т. А. Баскакова, Л. И. Беленькая, Л. Д. Гудков, Н. Е. Добрынина, Б. В. Дубин, Н. А. Зоркая, Э. И. Иванова, А. Б. Матвеев, А. И. Рейтблат, С. М. Смирнова, М. Д. Смородинская, М. Г. Ханин, М. О.Чудакова, С. С. Шведов и др.
С сектором тесно сотрудничали социологи Ю. В. Арутюнян, Л. А. Гордон, Л. Н. Коган, И. Т. Левыкин, В. Б. Ольшанский, С. Н. Плотников, В. Э. Шляпентох, В. Н. Шубкин и др., психологи А. А. Леонтьев, Ю. А. Сорокин, А. У. Хараш, библиотечные социологи Польши, Венгрии, Чехословакии, ГДР, Болгарии.
В 1978—1989 годах здесь активно действовал научный семинар по проблемам социологии культуры, где, наряду с сотрудниками Сектора, выступали многие ученые, представители различных дисциплин. Среди них — Л. Ф. Борусяк, Н. В. Брагинская, И. Е. Дискин, С. В. Житомирская, И. Камараш, А. Б. Ковельман, Н. В. Котрелев, А. Г. Левинсон, Л. Лисюткина, О. М. Маслова, А. Л. Осповат, Е. С. Петренко, И. В. Поздеева, В. В. Прибыловский, М. В. Рац, М. И. Туровская и Д. Э. Харитонович.

## Работы Стельмах on line
- Читатель и современное литературное сообщество
- Современная библиотека и её пользователи
- Чтение подростка и современный мир. По материалам всероссийского социологического исследования — в соавторстве с М.Веденяпиной

## Зарубежные издания
- Books and the mass media: modes of interaction in the U.S.S.R. Paris: UNESCO, 1982
- The image of the library: studies and views from several countries: collection of papers/ Valerija D. Stelmakh, ed. Haifa: Univ. of Haifa Library; International Federation of Library Associations and Institutions, 1994